# アカデミー監督賞
アカデミー監督賞（アカデミーかんとくしょう、Academy Award for Directing）は、アカデミー賞の一部門で、その年アメリカで公開された映画における、最も優れた映画監督にあたえられる。
この賞を受賞した97作品中70作品が、アカデミー作品賞を獲得している他、1928-1929年度を除く全ての作品が作品賞に同時ノミネートを受けていたりと、最も作品賞とのつながりを持つ賞ともいえる。
逆に作品賞を受賞しながら、監督賞にノミネートされなかった作品は『つばさ』（1927年）、『グランド・ホテル』（1932年）、『ドライビング Miss デイジー』（1989年）、『アルゴ』（2012年）、『グリーンブック』（2018年）『コーダ あいのうた』（2021年）の6作品のみである。
また、他部門にノミネートされながらも、監督賞のみの受賞となったのは『情炎の美姫』（1928年）、『スキピイ』（1930年）、『オペラハット』（1936年）、『新婚道中記』（1937年）、『ジャイアンツ』（1956年）、『卒業』（1967年）、『パワー・オブ・ザ・ドッグ』（2021年）の7作品。監督賞が唯一のノミネートだった『美人国二人行脚』（1927年）を含めると8作品のみとなる。

## 歴史
第1回は「ドラマ（Dramatic Picture）」と「コメディ（Comedy Picture）」の2部門に分かれており、前者はフランク・ボーゼイギ（第七天国）が、後者はルイス・マイルストン（美人国二人行脚）が受賞した。翌年の第2回には、ひとつの部門に統一されている。

## 各年の受賞者と候補者

### 1920年代
第1回に限り、ドラマ映画監督とコメディ映画監督がそれぞれ選ばれた。
| 年                   | 受賞者                                      | 候補者 |
| -------------------- | ------------------------------------------- | --- |
| 1927/1928 (ドラマ)   | フランク・ボーゼージ – 『第七天国』         | ハーバート・ブレノン – 『ソレルと其の子』 キング・ヴィダー – 『群衆』 |
| 1927/1928 (コメディ) | ルイス・マイルストン – 『美人国二人行脚』   | テッド・ワイルド – 『ロイドのスピーディー』 |
| 1928/1929            | フランク・ロイド – 『情炎の美姫』           | ライオネル・バリモア – 『マダムX』 ハリー・ボーモント – 『ブロードウェイ・メロディー』 アーヴィング・カミングス – 『懐しのアリゾナ』 フランク・ロイド - 『愛の曳網』 エルンスト・ルビッチ – The Patriot |
| 1929/1930            | ルイス・マイルストン – 『西部戦線異状なし』 | クラレンス・ブラウン – 『アンナ・クリスティ』、『ロマンス』 ロバート・Z・レナード – 『結婚双紙』 エルンスト・ルビッチ – 『ラヴ・パレイド』 キング・ヴィダー – 『ハレルヤ』                              |

### 1930年代
| 年        | 受賞者                                      | 候補者 |
| --------- | ------------------------------------------- | --- |
| 1930/1931 | ノーマン・タウログ – 『スキピイ』           | クラレンス・ブラウン – 『自由の魂』 ルイス・マイルストン – 『犯罪都市』 ウェズリー・ラッグルス – 『シマロン』 ジョセフ・フォン・スタンバーグ – 『モロッコ』        |
| 1931/1932 | フランク・ボーゼイジ – 『バッド・ガール』   | キング・ヴィダー – 『チャンプ』 ジョセフ・フォン・スタンバーグ – 『上海特急』                                                                                      |
| 1932/1933 | フランク・ロイド – 『カヴァルケード』       | フランク・キャプラ – 『一日だけの淑女』 ジョージ・キューカー – 『若草物語』                                                                                        |
| 1934      | フランク・キャプラ – 『或る夜の出来事』     | ヴィクター・シャーツィンガー – 『恋の一夜』 W・S・ヴァン・ダイク – 『影なき男』                                                                                    |
| 1935      | ジョン・フォード – 『男の敵』               | ヘンリー・ハサウェイ – 『ベンガルの槍騎兵』 フランク・ロイド – 『戦艦バウンティ号の叛乱』                                                                          |
| 1936      | フランク・キャプラ – 『オペラ・ハット』     | グレゴリー・ラ・カーヴァ – 『襤褸と宝石』 ロバート・Z・レナード – 『巨星ジーグフェルド』 W・S・ヴァン・ダイク – 『桑港』 ウィリアム・ワイラー – 『孔雀夫人』       |
| 1937      | レオ・マッケリー – 『新婚道中記』           | ウィリアム・ディターレ – 『ゾラの生涯』 シドニー・フランクリン – 『大地』 グレゴリー・ラ・カーヴァ – 『ステージ・ドア』 ウィリアム・A・ウェルマン – 『スタア誕生』 |
| 1938      | フランク・キャプラ – 『我が家の楽園』       | マイケル・カーティス – 『汚れた顔の天使』 マイケル・カーティス – 『四人の姉妹』 ノーマン・タウログ – 『少年の町』 キング・ヴィダー – 『城砦』                      |
| 1939      | ヴィクター・フレミング – 『風と共に去りぬ』 | フランク・キャプラ – 『スミス都へ行く』 ジョン・フォード – 『駅馬車』 サム・ウッド – 『チップス先生さようなら』 ウィリアム・ワイラー – 『嵐が丘』                  |

### 1940年代
| 年   | 受賞者                                                 | 候補者 |
| ---- | ------------------------------------------------------ | --- |
| 1940 | ジョン・フォード – 『怒りの葡萄』                      | ジョージ・キューカー – 『フィラデルフィア物語』 アルフレッド・ヒッチコック – 『レベッカ』 サム・ウッド – 『恋愛手帖』 ウィリアム・ワイラー – 『月光の女』           |
| 1941 | ジョン・フォード – 『わが谷は緑なりき』                | アレクサンダー・ホール – 『幽霊紐育を歩く』 ハワード・ホークス – 『ヨーク軍曹』 オーソン・ウェルズ – 『市民ケーン』 ウィリアム・ワイラー – 『偽りの花園』           |
| 1942 | ウィリアム・ワイラー – 『ミニヴァー夫人』              | マイケル・カーティス – 『ヤンキー・ドゥードゥル・ダンディ』 ジョン・ファロー – ウェーク島攻防戦 マーヴィン・ルロイ – 『心の旅路』 サム・ウッド – 『嵐の青春』       |
| 1943 | マイケル・カーティス – 『カサブランカ』                | クラレンス・ブラウン – 『町の人気者』 ヘンリー・キング – 『聖処女』 エルンスト・ルビッチ – 『天国は待ってくれる』 ジョージ・スティーヴンス – 『陽気なルームメイト』 |
| 1944 | レオ・マッケリー – 『我が道を往く』                    | アルフレッド・ヒッチコック – 『救命艇』 ヘンリー・キング – 『ウィルソン』 オットー・プレミンジャー – 『ローラ殺人事件』 ビリー・ワイルダー – 『深夜の告白』         |
| 1945 | ビリー・ワイルダー – 『失われた週末』                  | クラレンス・ブラウン – 『緑園の天使』 アルフレッド・ヒッチコック – 『白い恐怖』 レオ・マッケリー – 『聖メリーの鐘』 ジャン・ルノワール – 『南部の人』               |
| 1946 | ウィリアム・ワイラー – 『我等の生涯の最良の年』        | クラレンス・ブラウン – 『子鹿物語』 フランク・キャプラ – 『素晴らしき哉、人生!』 デヴィッド・リーン – 『逢びき』 ロバート・シオドマク – 『殺人者』                  |
| 1947 | エリア・カザン – 『紳士協定』                          | ジョージ・キューカー – 『二重生活』 エドワード・ドミトリク – 『十字砲火』 ヘンリー・コスター – 『気まぐれ天使』 デヴィッド・リーン – 『大いなる遺産』               |
| 1948 | ジョン・ヒューストン – 『黄金』                        | アナトール・リトヴァク – 『蛇の穴』 ジーン・ネグレスコ – 『ジョニー・ベリンダ』 ローレンス・オリヴィエ – 『ハムレット』 フレッド・ジンネマン – 『山河遥かなり』     |
| 1949 | ジョーゼフ・L・マンキーウィッツ – 『三人の妻への手紙』 | キャロル・リード – 『落ちた偶像』 ロバート・ロッセン – 『オール・ザ・キングスメン』 ウィリアム・A・ウェルマン – 『戦場』 ウィリアム・ワイラー – 『女相続人』        |

### 1950年代
| 年   | 受賞者                                           | 候補者 |
| ---- | ------------------------------------------------ | --- |
| 1950 | ジョーゼフ・L・マンキーウィッツ – 『イヴの総て』 | ジョージ・キューカー – 『ボーン・イエスタデイ』 ジョン・ヒューストン – 『アスファルト・ジャングル』 キャロル・リード – 『第三の男』 ビリー・ワイルダー – 『サンセット大通り』 |
| 1951 | ジョージ・スティーヴンス – 『陽のあたる場所』    | ジョン・ヒューストン – 『アフリカの女王』 エリア・カザン – 『欲望という名の電車』 ヴィンセント・ミネリ – 『巴里のアメリカ人』 ウィリアム・ワイラー – 『探偵物語』             |
| 1952 | ジョン・フォード – 『静かなる男』                | セシル・B・デミル – 『地上最大のショウ』 ジョン・ヒューストン – 『赤い風車』 ジョーゼフ・L・マンキーウィッツ – 『五本の指』 フレッド・ジンネマン – 『真昼の決闘』             |
| 1953 | フレッド・ジンネマン – 『地上より永遠に』        | ジョージ・スティーヴンス – 『シェーン』 チャールズ・ウォルタース – 『リリー』 ビリー・ワイルダー – 『第十七捕虜収容所』 ウィリアム・ワイラー – 『ローマの休日』               |
| 1954 | エリア・カザン – 『波止場』                      | アルフレッド・ヒッチコック – 『裏窓』 ジョージ・シートン – 『喝采』 ウィリアム・A・ウェルマン – 『紅の翼』 ビリー・ワイルダー – 『麗しのサブリナ』                            |
| 1955 | デルバート・マン – 『マーティ』                  | エリア・カザン – 『エデンの東』 デヴィッド・リーン – 『旅情』 ジョシュア・ローガン – 『ピクニック』 ジョン・スタージェス – 『日本人の勲章』                                   |
| 1956 | ジョージ・スティーヴンス – 『ジャイアンツ』      | マイケル・アンダーソン – 『80日間世界一周』 ウォルター・ラング – 『王様と私』 キング・ヴィダー – 『戦争と平和』 ウィリアム・ワイラー – 『友情ある説得』                       |
| 1957 | デヴィッド・リーン – 『戦場にかける橋』          | ジョシュア・ローガン – 『サヨナラ』 シドニー・ルメット – 『十二人の怒れる男』 マーク・ロブソン – 『青春物語』 ビリー・ワイルダー – 『情婦』                                   |
| 1958 | ヴィンセント・ミネリ – 『恋の手ほどき』          | リチャード・ブルックス – 『熱いトタン屋根の猫』 スタンリー・クレイマー – 『手錠のまゝの脱獄』 マーク・ロブソン – 『六番目の幸福』 ロバート・ワイズ – 『私は死にたくない』     |
| 1959 | ウィリアム・ワイラー – 『ベン・ハー』            | ジャック・クレイトン – 『年上の女』 ジョージ・スティーヴンス – 『アンネの日記』 ビリー・ワイルダー – 『お熱いのがお好き』 フレッド・ジンネマン – 『尼僧物語』                 |

### 1960年代
| 年   | 受賞者                                                            | 候補者 |
| ---- | ----------------------------------------------------------------- | --- |
| 1960 | ビリー・ワイルダー – 『アパートの鍵貸します』                     | ジャック・カーディフ - 『息子と恋人』 ジュールス・ダッシン - 『日曜はダメよ』 アルフレッド・ヒッチコック - 『サイコ』 フレッド・ジンネマン - 『サンダウナーズ』                                                                                    |
| 1961 | ロバート・ワイズ、ジェローム・ロビンズ – 『ウエスト・サイド物語』 | フェデリコ・フェリーニ - 『甘い生活』 スタンリー・クレイマー - 『ニュールンベルグ裁判』 ロバート・ロッセン - 『ハスラー』 J・リー・トンプソン - 『ナバロンの要塞』                                                                                 |
| 1962 | デヴィッド・リーン – 『アラビアのロレンス』                       | ピエトロ・ジェルミ - 『イタリア式離婚狂想曲』 ロバート・マリガン - 『アラバマ物語』 アーサー・ペン - 『奇跡の人』 フランク・ペリー - 『リサの瞳のなかに』                                                                                          |
| 1963 | トニー・リチャードソン – 『トム・ジョーンズの華麗な冒険』         | フェデリコ・フェリーニ - 『8 1/2』 エリア・カザン - 『アメリカ アメリカ』 オットー・プレミンジャー - 『枢機卿』 マーティン・リット - 『ハッド』 |
| 1964 | ジョージ・キューカー – 『マイ・フェア・レディ』                   | マイケル・カコヤニス - 『その男ゾルバ』 ピーター・グレンヴィル - 『ベケット』 スタンリー・キューブリック - 『博士の異常な愛情 または私は如何にして心配するのを止めて水爆を愛するようになったか』 ロバート・スティーヴンソン - 『メリー・ポピンズ』 |
| 1965 | ロバート・ワイズ – 『サウンド・オブ・ミュージック』               | デヴィッド・リーン - 『ドクトル・ジバゴ』 ジョン・シュレシンジャー - 『ダーリング』 勅使河原宏 - 『砂の女』 ウィリアム・ワイラー - 『コレクター』                                                                                                  |
| 1966 | フレッド・ジンネマン – 『わが命つきるとも』                       | ミケランジェロ・アントニオーニ - 『欲望』 リチャード・ブルックス - 『プロフェッショナル』 クロード・ルルーシュ - 『男と女』 マイク・ニコルズ - 『バージニア・ウルフなんかこわくない』                                                              |
| 1967 | マイク・ニコルズ – 『卒業』                                       | リチャード・ブルックス - 『冷血』 ノーマン・ジュイソン - 『夜の大捜査線』 スタンリー・クレイマー - 『招かれざる客』 アーサー・ペン - 『俺たちに明日はない』                                                                                        |
| 1968 | キャロル・リード – 『オリバー!』                                  | アンソニー・ハーヴェイ - 『冬のライオン』 スタンリー・キューブリック - 『2001年宇宙の旅』 ジッロ・ポンテコルヴォ - 『アルジェの戦い』 フランコ・ゼフィレッリ - 『ロミオとジュリエット』                                                            |
| 1969 | ジョン・シュレシンジャー – 『真夜中のカーボーイ』                 | コスタ＝ガヴラス - 『Z』 ジョージ・ロイ・ヒル - 『明日に向って撃て!』 アーサー・ペン - 『アリスのレストラン』 シドニー・ポラック - 『ひとりぼっちの青春』                                                                                          |

### 1970年代
| 年   | 受賞者                                                        | 候補者 |
| ---- | ------------------------------------------------------------- | --- |
| 1970 | フランクリン・J・シャフナー – 『パットン大戦車軍団』          | ロバート・アルトマン - 『M★A★S★H マッシュ』 フェデリコ・フェリーニ - 『サテリコン』 アーサー・ヒラー - 『ある愛の詩』 ケン・ラッセル - 『恋する女たち』                                                   |
| 1971 | ウィリアム・フリードキン – 『フレンチ・コネクション』         | ピーター・ボグダノヴィッチ - 『ラスト・ショー』 ノーマン・ジュイソン - 『屋根の上のバイオリン弾き』 スタンリー・キューブリック - 『時計じかけのオレンジ』 ジョン・シュレシンジャー - 『日曜日は別れの時』 |
| 1972 | ボブ・フォッシー – 『キャバレー』                             | ジョン・ブアマン - 『脱出』 フランシス・フォード・コッポラ - 『ゴッドファーザー』 ジョーゼフ・L・マンキーウィッツ - 『探偵スルース』 ヤン・トロエル - 『移民者たち』                                      |
| 1973 | ジョージ・ロイ・ヒル – 『スティング』                         | イングマール・ベルイマン - 『叫びとささやき』 ベルナルド・ベルトルッチ - 『ラストタンゴ・イン・パリ』 ウィリアム・フリードキン - 『エクソシスト』 ジョージ・ルーカス - 『アメリカン・グラフィティ』       |
| 1974 | フランシス・フォード・コッポラ – 『ゴッドファーザー PART II』 | ジョン・カサヴェテス - 『こわれゆく女』 ボブ・フォッシー - 『レニー・ブルース』 ロマン・ポランスキー - 『チャイナタウン』 フランソワ・トリュフォー - 『映画に愛をこめて アメリカの夜』                    |
| 1975 | ミロシュ・フォアマン – 『カッコーの巣の上で』                 | ロバート・アルトマン - 『ナッシビル』 フェデリコ・フェリーニ - 『フェリーニのアマルコルド』 スタンリー・キューブリック - 『バリー・リンドン』 シドニー・ルメット - 『狼たちの午後』                       |
| 1976 | ジョン・G・アヴィルドセン – 『ロッキー』                      | イングマール・ベルイマン - 『鏡の中の女』 シドニー・ルメット - 『ネットワーク』 アラン・J・パクラ - 『大統領の陰謀』 リナ・ウェルトミューラー - 『セブン・ビューティーズ』                                |
| 1977 | ウディ・アレン – 『アニー・ホール』                           | ジョージ・ルーカス - 『スター・ウォーズ』 ハーバート・ロス - 『愛と喝采の日々』 スティーヴン・スピルバーグ - 『未知との遭遇』 フレッド・ジンネマン - 『ジュリア』                                         |
| 1978 | マイケル・チミノ – 『ディア・ハンター』                       | ウディ・アレン - 『インテリア』 ハル・アシュビー - 『帰郷』 ウォーレン・ベイティ、バック・ヘンリー - 『天国から来たチャンピオン』 アラン・パーカー - 『ミッドナイト・エクスプレス』                       |
| 1979 | ロバート・ベントン – 『クレイマー、クレイマー』               | フランシス・フォード・コッポラ - 『地獄の黙示録』 ボブ・フォッシー - 『オール・ザット・ジャズ』 エドゥアール・モリナロ - 『Mr.レディMr.マダム』 ピーター・イエーツ - 『ヤング・ゼネレーション』           |

### 1980年代
| 年   | 受賞者                                          | 候補者 |
| ---- | ----------------------------------------------- | --- |
| 1980 | ロバート・レッドフォード – 『普通の人々』       | デヴィッド・リンチ - 『エレファント・マン』 ロマン・ポランスキー - 『テス』 リチャード・ラッシュ - 『スタントマン』 マーティン・スコセッシ - 『レイジング・ブル』                             |
| 1981 | ウォーレン・ビーティ – 『レッズ』               | ヒュー・ハドソン - 『炎のランナー』 ルイ・マル - 『アトランティック・シティ』 マーク・ライデル - 『黄昏』 スティーヴン・スピルバーグ - 『レイダース/失われたアーク《聖櫃》』                  |
| 1982 | リチャード・アッテンボロー – 『ガンジー』       | シドニー・ルメット - 『評決』 ウォルフガング・ペーターゼン - 『U・ボート』 シドニー・ポラック - 『トッツィー』 スティーヴン・スピルバーグ - 『E.T.』                                          |
| 1983 | ジェームズ・L・ブルックス – 『愛と追憶の日々』  | ブルース・ベレスフォード - 『テンダー・マーシー』 イングマール・ベルイマン - 『ファニーとアレクサンデル』 マイク・ニコルズ - 『シルクウッド』 ピーター・イエーツ - 『ドレッサー』             |
| 1984 | ミロシュ・フォアマン – 『アマデウス』           | ウディ・アレン - 『ブロードウェイのダニー・ローズ』 ロバート・ベントン - 『プレイス・イン・ザ・ハート』 ローランド・ジョフィ - 『キリング・フィールド』 デヴィッド・リーン - 『インドへの道』 |
| 1985 | シドニー・ポラック – 『愛と哀しみの果て』       | ヘクトール・バベンコ - 『蜘蛛女のキス』 ジョン・ヒューストン - 『女と男の名誉』 黒澤明 - 『乱』 ピーター・ウィアー - 『刑事ジョン・ブック 目撃者』                                            |
| 1986 | オリヴァー・ストーン – 『プラトーン』           | ウディ・アレン - 『ハンナとその姉妹』 ジェームズ・アイヴォリー - 『眺めのいい部屋』 ローランド・ジョフィ - 『ミッション』 デヴィッド・リンチ - 『ブルーベルベット』                           |
| 1987 | ベルナルド・ベルトルッチ – 『ラストエンペラー』 | ジョン・ブアマン - 『戦場の小さな天使たち』 ラッセ・ハルストレム - 『マイライフ・アズ・ア・ドッグ』 ノーマン・ジュイソン - 『月の輝く夜に』 エイドリアン・ライン - 『危険な情事』             |
| 1988 | バリー・レヴィンソン – 『レインマン』           | チャールズ・クライトン - 『ワンダとダイヤと優しい奴ら』 マイク・ニコルズ - 『ワーキング・ガール』 アラン・パーカー - 『ミシシッピー・バーニング』 マーティン・スコセッシ - 『最後の誘惑』     |
| 1989 | オリヴァー・ストーン – 『7月4日に生まれて』     | ウディ・アレン - 『ウディ・アレンの重罪と軽罪』 ケネス・ブラナー - 『ヘンリー五世』 ジム・シェリダン - 『マイ・レフトフット』 ピーター・ウィアー - 『いまを生きる』                           |

### 1990年代
| 年   | 受賞者                                                  | 候補者 |
| ---- | ------------------------------------------------------- | --- |
| 1990 | ケビン・コスナー – 『ダンス・ウィズ・ウルブズ』         | フランシス・フォード・コッポラ - 『ゴッドファーザー PART III』 スティーヴン・フリアーズ - 『グリフターズ/詐欺師たち』 バーベット・シュローダー - 『運命の逆転』 マーティン・スコセッシ - 『グッドフェローズ』 |
| 1991 | ジョナサン・デミ – 『羊たちの沈黙』                     | バリー・レヴィンソン - 『バグジー』 リドリー・スコット - 『テルマ&ルイーズ』 ジョン・シングルトン - 『ボーイズ'ン・ザ・フッド』 オリヴァー・ストーン - 『JFK』                                                |
| 1992 | クリント・イーストウッド – 『許されざる者』             | ロバート・アルトマン - 『ザ・プレイヤー』 マーティン・ブレスト - 『セント・オブ・ウーマン/夢の香り』 ジェームズ・アイヴォリー - 『ハワーズ・エンド』 ニール・ジョーダン - 『クライング・ゲーム』              |
| 1993 | スティーヴン・スピルバーグ – 『シンドラーのリスト』     | ロバート・アルトマン - 『ショート・カッツ』 ジェーン・カンピオン - 『ピアノ・レッスン』 ジェームズ・アイヴォリー - 『日の名残り』 ジム・シェリダン - 『父の祈りを』                                           |
| 1994 | ロバート・ゼメキス – 『フォレスト・ガンプ/一期一会』    | ウディ・アレン - 『ブロードウェイと銃弾』 クシシュトフ・キェシロフスキ - 『トリコロール/赤の愛』 ロバート・レッドフォード – 『クイズ・ショウ』 クエンティン・タランティーノ – 『パルプ・フィクション』        |
| 1995 | メル・ギブソン – 『ブレイブハート』                     | マイク・フィギス - 『リービング・ラスベガス』 クリス・ヌーナン - 『ベイブ』 マイケル・ラドフォード - 『イル・ポスティーノ』 ティム・ロビンス - 『デッドマン・ウォーキング』                                   |
| 1996 | アンソニー・ミンゲラ – 『イングリッシュ・ペイシェント』 | ジョエル・コーエン - 『ファーゴ』 ミロシュ・フォアマン - 『ラリー・フリント』 スコット・ヒックス - 『シャイン』 マイク・リー - 『秘密と嘘』                                                                   |
| 1997 | ジェームズ・キャメロン – 『タイタニック』               | ピーター・カッタネオ - 『フル・モンティ』 アトム・エゴヤン - 『スウィート ヒアアフター』 カーティス・ハンソン - 『L.A.コンフィデンシャル』 ガス・ヴァン・サント - 『グッド・ウィル・ハンティング/旅立ち』     |
| 1998 | スティーヴン・スピルバーグ – 『プライベート・ライアン』 | ロベルト・ベニーニ - 『ライフ・イズ・ビューティフル』 ジョン・マッデン - 『恋におちたシェイクスピア』 テレンス・マリック - 『シン・レッド・ライン』 ピーター・ウィアー - 『トゥルーマン・ショー』             |
| 1999 | サム・メンデス – 『アメリカン・ビューティー』           | ラッセ・ハルストレム - 『サイダーハウス・ルール』 スパイク・ジョーンズ - 『マルコヴィッチの穴』 マイケル・マン – 『インサイダー』 M・ナイト・シャマラン - 『シックス・センス』                                |

### 2000年代
| 年   | 受賞者                                                       | 候補者 |
| ---- | ------------------------------------------------------------ | --- |
| 2000 | スティーヴン・ソダーバーグ – 『トラフィック』                | スティーブン・ダルドリー – 『リトル・ダンサー』 アン・リー – 『グリーン・デスティニー』 リドリー・スコット – 『グラディエーター』 スティーヴン・ソダーバーグ – 『エリン・ブロコビッチ』                                 |
| 2001 | ロン・ハワード – 『ビューティフル・マインド』                | ロバート・アルトマン – 『ゴスフォード・パーク』 ピーター・ジャクソン – 『ロード・オブ・ザ・リング』 デヴィッド・リンチ – 『マルホランド・ドライブ』 リドリー・スコット – 『ブラックホーク・ダウン』                     |
| 2002 | ロマン・ポランスキー – 『戦場のピアニスト』                  | ペドロ・アルモドーバル – 『トーク・トゥ・ハー』 スティーブン・ダルドリー – 『めぐりあう時間たち』 ロブ・マーシャル – 『シカゴ』 マーティン・スコセッシ – 『ギャング・オブ・ニューヨーク』                               |
| 2003 | ピーター・ジャクソン – 『ロード・オブ・ザ・リング/王の帰還』 | ソフィア・コッポラ – 『ロスト・イン・トランスレーション』 クリント・イーストウッド – 『ミスティック・リバー』 フェルナンド・メイレレス – 『シティ・オブ・ゴッド』 ピーター・ウィアー – 『マスター・アンド・コマンダー』 |
| 2004 | クリント・イーストウッド – 『ミリオンダラー・ベイビー』      | テイラー・ハックフォード – 『Ray/レイ』 マイク・リー – 『ヴェラ・ドレイク』 アレクサンダー・ペイン – 『サイドウェイ』 マーティン・スコセッシ – 『アビエイター』                                                         |
| 2005 | アン・リー – 『ブロークバック・マウンテン』                  | ジョージ・クルーニー – 『グッドナイト&グッドラック』 ポール・ハギス – 『クラッシュ』 ベネット・ミラー – 『カポーティ』 スティーヴン・スピルバーグ – 『ミュンヘン』                                                      |
| 2006 | マーティン・スコセッシ – 『ディパーテッド』                  | クリント・イーストウッド – 『硫黄島からの手紙』 スティーヴン・フリアーズ – 『クィーン』 アレハンドロ・ゴンサレス・イニャリトゥ – 『バベル』 ポール・グリーングラス – 『ユナイテッド93』                                 |
| 2007 | ジョエル&イーサン・コーエン – 『ノーカントリー』             | ポール・トーマス・アンダーソン – 『ゼア・ウィル・ビー・ブラッド』 トニー・ギルロイ – 『フィクサー』 ジェイソン・ライトマン – 『JUNO/ジュノ』 ジュリアン・シュナーベル – 『潜水服は蝶の夢を見る』                        |
| 2008 | ダニー・ボイル – 『スラムドッグ$ミリオネア』                 | スティーブン・ダルドリー – 『愛を読むひと』 デヴィッド・フィンチャー – 『ベンジャミン・バトン 数奇な人生』 ロン・ハワード – 『フロスト×ニクソン』 ガス・ヴァン・サント – 『ミルク』                                     |
| 2009 | キャスリン・ビグロー – 『ハート・ロッカー』                  | ジェームズ・キャメロン – 『アバター』 リー・ダニエルズ – 『プレシャス』 ジェイソン・ライトマン - 『マイレージ、マイライフ』 クエンティン・タランティーノ - 『イングロリアス・バスターズ』                               |

### 2010年代
| 年   | 受賞者                                                                                         | 候補者 |
| ---- | ---------------------------------------------------------------------------------------------- | --- |
| 2010 | トム・フーパー – 『英国王のスピーチ』                                                          | ダーレン・アロノフスキー – 『ブラック・スワン』 ジョエル&イーサン・コーエン – 『トゥルー・グリット』 デヴィッド・フィンチャー – 『ソーシャル・ネットワーク』 デヴィッド・O・ラッセル – 『ザ・ファイター』                                           |
| 2011 | ミシェル・アザナヴィシウス – 『アーティスト』                                                  | ウディ・アレン – 『ミッドナイト・イン・パリ』 テレンス・マリック – 『ツリー・オブ・ライフ』 アレクサンダー・ペイン – 『ファミリー・ツリー』 マーティン・スコセッシ – 『ヒューゴの不思議な発明』                                                     |
| 2012 | アン・リー – 『ライフ・オブ・パイ/トラと漂流した227日』                                        | ミヒャエル・ハネケ – 『愛、アムール』 デヴィッド・O・ラッセル – 『世界にひとつのプレイブック』 スティーヴン・スピルバーグ – 『リンカーン』 ベン・ザイトリン – 『ハッシュパピー 〜バスタブ島の少女〜』                                               |
| 2013 | アルフォンソ・キュアロン – 『ゼロ・グラビティ』                                                | デヴィッド・O・ラッセル – 『アメリカン・ハッスル』 マーティン・スコセッシ – 『ウルフ・オブ・ウォールストリート』 アレクサンダー・ペイン – 『ネブラスカ ふたつの心をつなぐ旅』 スティーヴ・マックイーン – 『それでも夜は明ける』                     |
| 2014 | アレハンドロ・ゴンザレス・イニャリトゥ – 『バードマン あるいは（無知がもたらす予期せぬ奇跡）』 | ウェス・アンダーソン – 『グランド・ブダペスト・ホテル』 リチャード・リンクレイター – 『6才のボクが、大人になるまで。』 ベネット・ミラー – 『フォックスキャッチャー』 モルテン・ティルドゥム – 『イミテーション・ゲーム/エニグマと天才数学者の秘密』 |
| 2015 | アレハンドロ・ゴンザレス・イニャリトゥ – 『レヴェナント: 蘇えりし者』                          | アダム・マッケイ – 『マネー・ショート 華麗なる大逆転』 ジョージ・ミラー – 『マッドマックス 怒りのデス・ロード』 レニー・アブラハムソン – 『ルーム』 トム・マッカーシー – 『スポットライト 世紀のスクープ』                                          |
| 2016 | デイミアン・チャゼル – 『ラ・ラ・ランド』                                                      | バリー・ジェンキンス – 『ムーンライト』 ケネス・ロナーガン – 『マンチェスター・バイ・ザ・シー』 ドゥニ・ヴィルヌーヴ – 『メッセージ』 メル・ギブソン – 『ハクソー・リッジ』                                                                         |
| 2017 | ギレルモ・デル・トロ – 『シェイプ・オブ・ウォーター』                                          | ポール・トーマス・アンダーソン – 『ファントム・スレッド』 グレタ・ガーウィグ – 『レディ・バード』 クリストファー・ノーラン – 『ダンケルク』 ジョーダン・ピール – 『ゲット・アウト』                                                                 |
| 2018 | アルフォンソ・キュアロン – 『ROMA/ローマ』                                                     | スパイク・リー – 『ブラック・クランズマン』 パヴェウ・パヴリコフスキ – 『COLD WAR あの歌、2つの心』 ヨルゴス・ランティモス – 『女王陛下のお気に入り』 アダム・マッケイ – 『バイス』                                                                 |
| 2019 | ポン・ジュノ – 『パラサイト 半地下の家族』                                                     | マーティン・スコセッシ – 『アイリッシュマン』 トッド・フィリップス – 『ジョーカー』 サム・メンデス – 『1917 命をかけた伝令』 クエンティン・タランティーノ – 『ワンス・アポン・ア・タイム・イン・ハリウッド』                                        |

### 2020年代
| 年      | 受賞者                                                                                           | 候補者 |
| ------- | ------------------------------------------------------------------------------------------------ | --- |
| 2020/21 | クロエ・ジャオ – 『ノマドランド』                                                                | トマス・ヴィンターベア – 『アナザーラウンド』 デヴィッド・フィンチャー – 『Mank/マンク』 リー・アイザック・チョン – 『ミナリ』 エメラルド・フェネル – 『プロミシング・ヤング・ウーマン』       |
| 2021    | ジェーン・カンピオン – 『パワー・オブ・ザ・ドッグ』                                              | ポール・トーマス・アンダーソン – 『リコリス・ピザ』 ケネス・ブラナー – 『ベルファスト』 濱口竜介 – 『ドライブ・マイ・カー』 スティーヴン・スピルバーグ – 『ウエスト・サイド・ストーリー』      |
| 2022    | ダニエル・クワン&ダニエル・シャイナート – 『エブリシング・エブリウェア・オール・アット・ワンス』 | トッド・フィールド - 『TAR/ター』 マーティン・マクドナー - 『イニシェリン島の精霊』 リューベン・オストルンド - 『逆転のトライアングル』 スティーブン・スピルバーグ - 『フェイブルマンズ』      |
| 2023    | クリストファー・ノーラン – 『オッペンハイマー』                                                  | ジュスティーヌ・トリエ - 『落下の解剖学』 マーティン・スコセッシ - 『キラーズ・オブ・ザ・フラワームーン』 ヨルゴス・ランティモス - 『哀れなるものたち』 ジョナサン・グレイザー - 『関心領域』  |
| 2024    | ショーン・ベイカー – 『ANORA アノーラ』                                                          | ジャック・オーディアール - 『エミリア・ペレス』 ブラディ・コーベット - 『ブルータリスト』 コラリー・ファルジャ - 『サブスタンス』 ジェームズ・マンゴールド - 『名もなき者/A COMPLETE UNKNOWN』 |

## 記録

### 複数回受賞・ノミネート者
| 受賞回数 | 監督                                   |
| -------- | -------------------------------------- |
| 4        | ジョン・フォード                       |
| 3        | ウィリアム・ワイラー                   |
| 3        | フランク・キャプラ                     |
| 2        | アン・リー                             |
| 2        | フランク・ボーゼイジ                   |
| 2        | アルフォンソ・キュアロン               |
| 2        | クリント・イーストウッド               |
| 2        | ミロス・フォアマン                     |
| 2        | アレハンドロ・ゴンザレス・イニャリトゥ |
| 2        | エリア・カザン                         |
| 2        | デヴィッド・リーン                     |
| 2        | フランク・ロイド                       |
| 2        | ジョーゼフ・L・マンキーウィッツ        |
| 2        | レオ・マッケリー                       |
| 2        | ルイス・マイルストン                   |
| 2        | スティーヴン・スピルバーグ             |
| 2        | ジョージ・スティーブンス               |
| 2        | オリヴァー・ストーン                   |
| 2        | ビリー・ワイルダー                     |
| 2        | ロバート・ワイズ                       |
| 2        | フレッド・ジンネマン                   |

| ノミネート回数 | 監督                            |
| -------------- | ------------------------------- |
| 12             | ウィリアム・ワイラー            |
| 10             | マーティン・スコセッシ          |
| 9              | スティーブン・スピルバーグ      |
| 8              | ビリー・ワイルダー              |
| 7              | ウディ・アレン                  |
| 7              | デヴィッド・リーン              |
| 7              | フレッド・ジンネマン            |
| 6              | クラレンス・ブラウン            |
| 6              | フランク・キャプラ              |
| 5              | ロバート・アルトマン            |
| 5              | ジョージ・キューカー            |
| 5              | マイケル・カーティス            |
| 5              | ジョン・フォード                |
| 5              | アルフレッド・ヒッチコック      |
| 5              | ジョン・ヒューストン            |
| 5              | エリア・カザン                  |
| 5              | フランク・ロイド                |
| 5              | ジョージ・スティーブンス        |
| 5              | キング・ヴィダー                |
| 4              | フランシス・フォード・コッポラ  |
| 4              | クリント・イーストウッド        |
| 4              | フェデリコ・フェリーニ          |
| 4              | スタンリー・キューブリック      |
| 4              | シドニー・ルメット              |
| 4              | ジョーゼフ・L・マンキーウィッツ |
| 4              | マイク・ニコルズ                |
| 4              | ピーター・ウィアー              |

### 最年長・最年少の受賞・ノミネート者
| 記録               | 監督                     | 映画                               | 年齢 |
| ------------------ | ------------------------ | ---------------------------------- | ---- |
| 最年長受賞者       | クリント・イーストウッド | ミリオンダラー・ベイビー           | 74歳 |
| 最年長ノミネート者 | マーティン・スコセッシ   | キラーズ・オブ・ザ・フラワームーン | 81歳 |
| 最年少受賞者       | デイミアン・チャゼル     | ラ・ラ・ランド                     | 32歳 |
| 最年少ノミネート者 | ジョン・シングルトン     | ボーイズ'ン・ザ・フッド            | 24歳 |

### 受賞・ノミネート者の多様性
- 創設以来、463組のノミネート、74組の監督に授与されているが、6人の黒人監督（ジョン・シングルトン、リー・ダニエルズ、スティーヴ・マックイーン、バリー・ジェンキンス、ジョーダン・ピール、スパイク・リー）が合計6回ノミネートしているが、いずれも受賞はしていない[2]。

- 8人の女性監督（リナ・ウェルトミューラー、ジェーン・カンピオン(2回)、ソフィア・コッポラ、キャスリン・ビグロー、グレタ・ガーウィグ、エメラルド・フェネル、クロエ・ジャオ、ジュスティーヌ・トリエ）が合計8回ノミネートされ、3人（キャスリン・ビグロー、クロエ・ジャオ、ジェーン・カンピオン）が受賞している[3]。

- 9人のアジア系監督（M・ナイト・シャマラン、クロエ・ジャオ、リー・アイザック・チョン、濱口竜介、ポン・ジュノ、アン・リー(3回)、勅使河原宏、黒澤明、ダニエル・クワン）が合計11回ノミネートされ、4回（アン・リー(2回)、ポン・ジュノ、クロエ・ジャオ）受賞している[4]。

- 5人のラテンアメリカ系監督（エクトール・バベンコ、フェルナンド・メイレレス、アレハンドロ・ゴンサレス・イニャリトゥ(3回)、アルフォンソ・キュアロン(2回)、ギレルモ・デル・トロ）が合計8回ノミネートされ、5回（アルフォンソ・キュアロン(2回)、アレハンドロ・ゴンサレス・イニャリトゥ(2回)、ギレルモ・デル・トロ）受賞している[5]。

### その他
- 第11回では、マイケル・カーティスが史上初めて『汚れた顔の天使』と『四人の姉妹』の2作品でノミネートされた監督となった。その後、2作品で同時にノミネートされたのは第73回のスティーヴン・ソダーバーグ（『トラフィック／エリン・ブロコビッチ）のみで、ソダーバーグは『トラフィック』で監督賞を受賞した。

- クラレンス・ブラウンが無冠ながら最多6回のノミネートを果たしている。

- これまでの歴史上、共同でノミネートされているのが、ロバート・ワイズ&ジェローム・ロビンズ(『ウエスト・サイド物語』)、ウォーレン・ベイティ&バック・ヘンリー(『天国から来たチャンピオン』)、ジョエル&イーサン・コーエン(『ノーカントリー』、『トゥルー・グリット』)、ダニエル・クワン&ダニエル・シャイナート『エブリシング・エブリウェア・オール・アット・ワンス』)であり、そのうち、受賞しているのはロバート・ワイズ&ジェローム・ロビンズとコーエン兄弟(『ノーカントリー』)とダニエル・クワン＆ダニエル・シャイナートである。また、コーエン兄弟はこの部門で唯一の兄弟での共同受賞である。

- フランシス・フォード・コッポラは『ゴッドファーザー』シリーズ各作品でノミネートされ、そのうち、『PART II』で受賞を果たしている。

- ジョン・フォード(1940年・1941年)、ジョセフ・L・マンキーウィッツ(1949年・1950年)、アレハンドロ・ゴンサレス・イニャリトゥ(2014年・2015年)はこの部門で連覇した監督である。

- ジョージ・スティーヴンス(1951・1956）、アン・リー(2005・2012)、アルフォンソ・キュアロン(2013・2018)はこの部門を二度受賞しているが、一度も作品賞を受賞していない。

- 日本人では『砂の女』の勅使河原宏、『乱』の黒澤明、『ドライブ・マイ・カー』の濱口竜介がノミネートを果たしている。

- スティーヴン・スピルバーグは、1970年代、1980年代、1990年代、2000年代、2010年代、2020年代と6つの世代に渡ってノミネートを果たした初めての監督である。

- デビュー作で受賞した監督は、デルバート・マン（マーティ）、ジェローム・ロビンス（ウエスト・サイド物語）、ロバート・レッドフォード（普通の人々）、ジェームズ・L・ブルックス（愛と追憶の日々）、ケビン・コスナー（ダンス・ウィズ・ウルブズ）、サム・メンデス（アメリカン・ビューティー）の6名のみである。

- 1987年にノミネートされた5人（ベルナルド・ベルトルッチ、ジョン・ブアマン、ラッセ・ハルストレム、ノーマン・ジュイソン、エイドリアン・ライン）は、すべて外国生まれ（イタリア、イギリス、スウェーデン、カナダ、イギリス）の監督となった。